# Jully-lès-Buxy
Jully-lès-Buxy település Franciaországban, Saône-et-Loire megyében. Lakosainak száma 351 fő (2022. január 1.). Jully-lès-Buxy Buxy, Chenôves, Messey-sur-Grosne, Montagny-lès-Buxy, Saint-Ambreuil, Saint-Germain-lès-Buxy és Saint-Vallerin községekkel határos.

## Népesség
A település népességének változása:
| Lakosok száma | 351  | 359  | 376  | 366  | 343  | 365  | 367  | 366  | 351  |
|               | 2013 | 2015 | 2016 | 2017 | 2018 | 2019 | 2020 | 2021 | 2022 |